# Barguzin (řeka)
Barguzin (rusky Баргузин je řeka v Burjatské republice v Rusku. Je dlouhá 480 km. Povodí řeky je 21 100 km².

## Průběh toku
Pramení na svazích Ikatského hřbetu a protéká Barguzinskou kotlinou. Pod vesnicí Barguzin protíná výběžek Barguzinského hřbetu, přičemž vytváří peřeje. Ústí do Barguzinského zálivu jezera Bajkal v povodí Jeniseje.

### Hlavní přítoky
- zleva – Garga, Argada, Ina
- zprava – Uljun

## Vodní režim
Zdrojem vody jsou převážně dešťové srážky. Průměrný roční průtok vody v ústí činí 130 m³/s.

## Využití
Vodní doprava je možná v délce 249 km k ústí Gargy, přičemž pravidelné linky jsou provozovány do přístavu Mogojto. Voda z řeky se také využívá pro zavlažování.